# Pascale Aumard
Pour les articles homonymes, voir Aumard.
Pascale Aumard, née le 11 mai 1965, est une joueuse française de water-polo.

## Carrière
Avec l'équipe de France féminine de water-polo, Pascale Aumard est médaillée de bronze aux Championnats d'Europe 1987 et aux Championnats d'Europe 1989.